# NGC 6917
NGC 6917 ist eine Spiralgalaxie vom Hubble-Typ S im Sternbild Delphin am Südsternhimmel. Sie ist schätzungsweise 218 Mio. Lichtjahre von der Milchstraße entfernt und hat einen Durchmesser von etwa 90.000 Lichtjahren.
Das Objekt wurde am 15. August 1863 von Albert Marth entdeckt.